# Favara
|  | Per a altres significats, vegeu «Favara (desambiguació)». |

Favara és un municipi del País Valencià de la comarca de la Ribera Baixa.

## Geografia
El poble està situat a la falda septentrional de la serra de Corbera.
La superfície del terme té forma romboïdal, molt accidentada, amb un petit sector al nord-est que penetra en la plana litoral del delta del Xúquer, cobert de marjals. Les altures principals són els Germanells (589 m) i la Ratlla o la Mola (625 m), dos vèrtexs geodèsics de tercer ordre. Drenen el terme els barrancs dels Germanells, de l'Infern, de Borja, del Fondo i de la Sima.
La superfície no conreada és ocupada per pins i muntanya baixa.
Des de València, s'arriba a Favara a través de la N-332. Els municipis limítrofs són Alzira, Cullera, Llaurí i Tavernes de la Valldigna.

## Història
El reconegut filòleg Joan Coromines afirmà que el topònim Favara prové del mot àrab fawwara, que significa 'la font' o 'l'ullal', degut als nombrosos brolladors d'aigua subterrània que hi ha al nord-est del poble, ja en zona marjalenca, a la planícia litoral al delta del Xúquer. Altres autors creuen que el nom pot provindre de la tribu dels "Hawwara", que ocuparen el lloc des del segle viii. La població és posterior a la conquesta del regne de València feta per Jaume I, no apareixent Favara en cap document escrit fins després del repartiment. Tampoc no hi ha referències de civilitzacions de l'edat del bronze o de la romanització.
Favara va dependre del castell del Barranc, com coneixen el d'Alcalà d'Alfàndec, també anomenat de la Reina Mora, i les seues rendes contribuïen a pal·liar els deutes del rei i de l'Infant Pere, que havia donat els poblats d'Alfàndec de Marinyén als jueus Vives Abenvives i els seus hereus, i el castell a l'escrivà Perot de Sent Climent.
Més tard, l'any 1275, el feu va passar a mans de Constança (Anna) de Sicília. Ja fundat en 1297 el monestir de la Valldigna per Jaume el Just, i deixat en mans del monjos de Santes Creus. La dependència d'Alcudiola d'Alfándec té per senyors els abats cistercencs de Santa Maria de la Valldigna, corrent vicissituds paral·leles a Alfulell, Massalalí, Benifairó, l'Ombria, el Ràfol, Simat, Tavernes i La Xara. D'aquella època només queda a Favara l'ermita de Sant Llorenç.
L'Alcudiola, dita també "de Favareta", fou separada en 1547 del Ráfol d'Alfàndec, i Favara d'aquella, estant poblades ambdós per moriscs, sent erigida parròquia per Sant Joan de Ribera l'any 1568. L'Alcudiola de Favara fou repoblada, després de l'expulsió dels moriscs, en 1616. Favara encara seria possessió de Corbera, abans que quedara deserta totalment per la dita expulsió de moriscs l'any 1609, que van eixir pel Grau i Dénia cap a l'Àfrica.
La població tenia aleshores 22 focs de musulmans andalusins, dedicats a l'agricultura i l'artesania i que conservaven la religió islàmica, malgrat els baptismes forçats estipulats a la pragmàtica del 1526, i parlant la seua llengua, l'algaravia, encara que el seu ús i el costum jurídic musulmà eren prohibits des del 1567.
Favara pertangué fiscalment de la fillola de la Valí d'Alfándec l'any 1602, amb Llaurí, Beniomer, L'Alcúdia, Massalalí, Tavernes, l'Ombria, Benifairó i Simat. Expulsats els moriscs, el poble patí la seua absència, sobretot en el cultiu de l'arròs, que no va tenir collita aquell any. L'any 1611 Favara va ser repoblada per famílies cristianes, atorgant-li carta de poblament al lloctinent de Sardenya, Carles de Borja-Centelles i de Velasco, VII duc de Gandia, marqués de Llombai i comte d'Oliva, el 10 de juliol de 1611, mitjançant el seu procurador Carles de Rodar i actuant de notari Josep Maria Ortiz.
Del matrimoni del Borja-Centelles amb Artemisa Dòria nasqué Francesc de Borja-Centelles i Dòria, hereu deis títols i territoris paterns. Els 22 pobladors que son pare va establir a Favara mantingueren una població estable durant molt de temps, ja que en 1715 la població no superava els 31 veïns, i això es devia sobretot a les malalties relacionades amb cultiu d'arròs a la marjal.
Favara passa després als barons de Benifallim i senyors de Cenija i Ròtova, els quals arribaren a edificar un castell, del qual encara queden restes. Fins al 1707 el poble pertangué administrativament a la governació de Xàtiva, anomenada també "dellà Xúquer", des de l'any 1306.
A partir dels decrets de Nova Planta pertangué al corregiment d'Alzira, fins al 1831. Dos anys després l'estat espanyol fou dividit en províncies. Al llarg de 1734 començà a bastir-se l'església parroquial, dedicada a Sant Antoni Abat, a despeses del senyor de Ròtova i Favara, Miquel Escrivà i Faus, acabant-se el retaule de l'altar major i entronitzant-se la imatge del sant l'any 1748. L'arquebisbe Andreu Mayoral Alonso de Mella, amb la seua política de sanejament del cult i inversions en obres, va decorar-la a l'estil renaixentiste, de l'any 1737, acabant-se totalment l'edifici parroquial l'any 1760. Set anys més tard la parròquia de Favara es va declarar independent de la de l'Alcudiola.
Donats els preus alts de l'arròs, Favara conegué un increment de població, encara que per la gran mortaldat, a causa del cultiu arrosser, l'augment a penes es va notar. L'any 1794 Favara tenia 90 habitants. El botànic Antoni Josep Cavanilles escrigué que «ya quedarían pocos brazos para el cultivo (de l'arròs) sin los advenidizos», i encara en les mateixes Observaciones afegia que «en Favareta se renuevan (els pobladors) como en plaza sitiada por enemigos y las rebeldes tercianas talan a los vivientes».
Durant aquells anys els de Ròtova, ja comtes des del 1799, realitzaren noves obres al seu castell de Favara, passant la jurisdicció senyorial, a finals del segle xviii, a mans del tinent coronel Llorenç Bou de Penya-Roja i Cisternes d'Oblites, òlim Escrivá i Martínez de la Raga, heretant tots els títols i possessions els Rodrigo i els Rovira, barons d'Antella i d'Uixola, sense participar Favara en cap esdeveniment històric remarcable.
El cens de l'any 1860 indica 447 habitants, i és a partir d'aquell any que la població va començar a créixer, tenint així 783 veïns l'any 1900, sobretot a conseqüència de l'augment del cultiu de la taronja, les hortalisses i l'arròs, que ara com ara són encara les fonts de riquesa econòmica de Favara. Als 10 anys el poble tenia 168 cases habitades, amb un augment de 200 habitants, i superava en un 35% els naixements a les defuncions.
Instal·lats l'enllumenat públic de gas acetilé i les noves voreres a Favara, la localitat va entrar en la modernitat i va continuar incrementant-se la població, que visqué al llarg del segle xx en pau, dedicada a l'agricultura i alguna indústria: plàstics, formigó, ferreria, mobles i agroalimentària. El municipi tenia, l'any 1930, 1.251 habitants, i trenta anys després 1.679, encara que la forta emigració de mà d'obra cap a França feu estable el cens, deturant l'increment des de 1965, ja que l'any 1970 hi havia 1.651 veïns. Cap variable històrica endògena afecta especialment Favara per a fer-ne referència, llevat que va patir amb la depressió de principis de segle un enduriment social, crisi que com a altres pobles de la Ribera va dur a l'atomització del republicanisme.
D'altra banda, Favara compta ara com ara dels serveis d'una població moderna, alguns dels quals mancomunats amb la comarca.
La població està agermanada amb la francesa Villelaure, amb franca correspondència cultural i social.

## Política i Govern

### Composició de la Corporació Municipal
El Ple de l'Ajuntament està format per 11 regidors. En les eleccions municipals de 26 de maig de 2019 foren elegits 5 regidors de Compromís per Favara (Compromís), 4 del Partit Popular (PP) i 2 del Partit Socialista del País Valencià (PSPV-PSOE).
| Eleccions municipals de 26 de maig de 2019 - Favara |                                          |                                     |                                     |        |          |          |
| Candidatura | Candidatura                              | Candidatura                         | Cap de llista                       | Vots   | Vots     | Regidors |
| | Compromís per Miramar                    |                                     | Oro Azorín Canet                    | 564    | 38,87%   | 5 (+1)   |
| | Partit Popular                           |                                     | Pedro Juan Victoria Miñana          | 537    | 37,01%   | 4 ()     |
| | Partit Socialista del País Valencià-PSOE |                                     | Rafael Gisbert Aragó                | 331    | 22,81%   | 2 (-1)   |
| | Vots en blanc                            |                                     |                                     | 19     | 1,31%    |          |
| Total vots vàlids i regidors | Total vots vàlids i regidors             | Total vots vàlids i regidors        | Total vots vàlids i regidors        | 1.451  | 100 %    | 11       |
| | Vots nuls                                | Vots nuls                           | Vots nuls                           | 15     | 1,02%    |          |
| Participació (vots vàlids més nuls) | Participació (vots vàlids més nuls)      | Participació (vots vàlids més nuls) | Participació (vots vàlids més nuls) | 1.466  | 74,19%** |          |
| Abstenció | Abstenció                                | Abstenció                           | Abstenció                           | 510*   | 25,81%** |          |
| Total cens electoral | Total cens electoral                     | Total cens electoral                | Total cens electoral                | 1.976* | 100 %**  |          |
| Alcaldessa: Oro Azorín Canet (Compromís) (15/06/2019) Per ser la llista més votada, després de no haver obtingut majoria absoluta dels regidors (5 de Compromís) |                                          |                                     |                                     |        |          |          |
| Fonts: JEC, JEZ Alzira. M. Interior, Periòdic Ara. (* No són vots sinó electors. ** Percentatge respecte del cens electoral.)                                    |                                          |                                     |                                     |        |          |          |

### Alcaldes
Des de 2015 l'alcaldessa de Favara és Oro Azorín Canet de Compromís.
| Període                       | Alcalde o alcaldessa                                                                               | Partit polític         | Data de possessió                           | Observacions                                              |
| ----------------------------- | -------------------------------------------------------------------------------------------------- | ---------------------- | ------------------------------------------- | --------------------------------------------------------- |
| 1979–1983                     | José Palomares Victoria                                                                            | PCE                    | 19/04/1979                                  | --                                                        |
| 1983–1987                     | Cayetano Julián Victoria                                                                           | PSPV-PSOE              | 28/05/1983                                  | --                                                        |
| 1987–1991                     | Cayetano Julian Victoria                                                                           | PSPV-PSOE              | 30/06/1987                                  | --                                                        |
| 1991–1995                     | Antoni Cuñat Pastor                                                                                | EUPV                   | 15/06/1991                                  | --                                                        |
| 1995–1999                     | Antoni Cuñat Pastor                                                                                | EUPV-EV                | 17/06/1995                                  | --                                                        |
| 1999–2003                     | Antoni Cuñat Pastor                                                                                | EUPV                   | 03/07/1999                                  | --                                                        |
| 2003–2007                     | Antoni Cuñat Pastor Pedro Juan Victoria Miñana Cayetano Julián Victoria Pedro Juan Victoria Miñana | Entesa PP PSPV-PSOE PP | 14/06/2003 29/12/2003 01/01/2005 09/03/2005 | Moció de censura PP+PSPV+Bloc Pacte de Govern PP+PSPV n/d |
| 2007–2011                     | Pedro Juan Victoria Miñana                                                                         | PP                     | 16/06/2007                                  | --                                                        |
| 2011–2015                     | Pedro Juan Victoria Miñana                                                                         | PP                     | 11/06/2011                                  | --                                                        |
| 2015–2019                     | Oro Azorín Canet                                                                                   | Compromís              | 13/06/2015                                  | --                                                        |
| 2019-2023                     | Oro Azorín Canet                                                                                   | Compromís              | 15/06/2019                                  | --                                                        |
| Des de 2023                   | n/d                                                                                                | n/d                    | 17/06/2023                                  | --                                                        |
| Fonts: Generalitat Valenciana | |                        |                                             |                                                           |

## Demografia
| 1990  | 1992  | 1994  | 1996  | 1998  | 2000  | 2002  | 2004  | 2005  | 2007  | 2014  |
| ----- | ----- | ----- | ----- | ----- | ----- | ----- | ----- | ----- | ----- | ----- |
| 1.759 | 1.723 | 1.713 | 1.726 | 1.723 | 1.755 | 1.777 | 1.855 | 1.903 | 2.048 | 2.430 |

## Economia
L'economia de Favara s'ha basat tradicionalment en l'agricultura. Els cultius principals són de regadiu: taronges, hortalissa i arròs.
El mercat té lloc els dimecres.

## Monuments
- Església Parroquial, dedicada a Sant Antoni Abat i construïda el 1760

## Festes locals
Celebra les seues festes patronals a la Vera Creu i a la Divina Aurora del 10 al 14 d'agost.

## Gastronomia
En la gastronomia té gran importància l'arròs, destacant l'arròs al forn, l'arròs caldós, així com diverses varietats de paelles.
Pastissets dels dos forns del poble.

## Cinematografia
Favara és on transcorre la història de la pel·lícula "El virgo de Visanteta" de Josep Bernat i Baldoví, protagonitzada per l'actriu italiana Maria Rosario Omaggio, "Visanteta" i pel valencià Pepe Sancho, "Pascualo". La història transcorre en el tranquil poble de l'horta on viu Visanteta, jove valenciana de molta bellesa que deu arribar verge al matrimoni. Cada vegada que la seua virginitat està a punt de caure comença a ploure de valent, produint-se la gota freda i inundacions. La pel·lícula combina el costumisme valencià, l'humor i el destape de la transició espanyola cap a la democràcia. Té una segona part anomenada "Visanteta estate queta".